# Гребінківський елеватор

Гребінківський елеватор, серпень 2010 року

Гребінківський елеватор є дочірнім підприємством ДАК «Хліб України».
Місто Гребінка та вузлова залізнична станція «Гребінка» Південної залізниці розташовані на стику трьох залізниць – Південної, Південно-Західної та Одеської. Поблизу зі станцією відразу ж по визволенню міста від німецько-фашистських окупантів було зведено приміщення нового на той час підприємства – «Заготзерно». Його виробничі місткості становили близько 11 тис. тонн.
У 1967 році під час розукрупнення районів, коли м. Гребінка знову набуло статусу районного центру, обсяги валу зерна у цей період в районі сягали 32 тис. тонн. Наступне збільшення показників зерновиробництва порушувало перед державою завдання щодо будівництва нових об’єктів для його зберігання. Саме на цей час припадає рішення Державного комітету Ради Міністрів України з хлібопродуктів і комбікормової промисловості про будівництво в Гребінківському районі нового сучасного елеватора місткістю 71, 5 тис. тонн. Винайшли й місце під будівництво нового елеватора на землях тодішнього бурякорадгоспу «Гребінківський» (поруч з м. Гребінка) поруч з залізницею «Гребінка-Прилуки».
Будівництво розпочалося у 1968 році. Робоча башта і два силосні корпуси стали до ладу у грудні 1971 року. Навесні 1972 року на елеватор прибув перший вагон з зерном, а вже влітку цього ж року елеватор приступив до приймання зерна з колгоспів району разом з діючим до того часу підприємством «Заготзерно» (стало структурним підрозділом елеватора).
Наразі будівництво елеватора тривало, тож незабаром були введені в експлуатацію ще чотири силосні корпуси.
Першим директором елеватора став директор колишнього підприємства «Заготзерно» Петро Андрійович Рохманійко, який доклав чимало зусиль і до прийняття рішення про будівництво нового елеватора, і до його зведення.
Сьогодні[коли?] ДП ДАК «Хліб України» «Гребінківський елеватор» - це цілком сучасне підприємство загальною місткістю 83, 7 тис. тонн, з неї елеваторної - 71, 5 тис. тонн.
Технічні можливості елеватора – споруди призначеної для довготривалого зберігання зерна прийняти за добу з залізничного транспорту 450 тонн, а з автотранспорту – 3 600 тонн зерна та відвантажити його на залізничний транспорт у кількості – 1 390 тонн.
Станом на кінець вересня 2008 року на ДП ДАК «Хліб України» «Гребінківський елеватор» надійшло зерна ранніх культур у кількості:
-	30 323 тонн;
-	1 863 тонни соняшника.
Розпочалася заготівля зерна кукурудзи.
Гребінківський елеватор планує прийняти зернових культур з урожаю 2008 року не менше 50 000 тонн.
Донедавна  упродовж семи років підприємство очолював Василь Іванович Калина.
Колектив елеватора пишається працівниками, чия доля практично упродовж всього трудового життя була пов’язана з цим підприємством. У числі ветеранів праці: провідний інженер з якості зерна Марія Василівна Мірошник (працює з 1966 р.); технік-лаборант Валентина Пантелеймонівна Кобзар (з 1972 р.); заступник головного бухгалтера Любов Миколаївна Коверда (з 1981 р.); головний бухгалтер Ольга Михайлівна Череп (з 1985 р.); інженер з організації та нормування праці Світлана Миколаївна Величко (з 1985 р.); електромонтер з ремонту та обслуговування електроустаткування Микола Олексійович Задоя (з 1977 р.) та інші. 